# 迈克·巴罗曼
迈克·巴罗曼（英語：Mike Barrowman，1968年12月4日—），美国男子游泳运动员。他曾代表美国参加1988年和1992年夏季奥林匹克运动会游泳比赛，其中1992年奥运会获得一枚金牌。